# Sidoco de Eauze
Sidoco (em latim: Sidocus) foi um bispo franco do século VI. Era filho de Paládio. Foi bispo de Eauze (talvez cobispo com seu pai) e em 626 foi exilado com Paládio por ajudar uma rebelião dos vascões.